# La Chambre de Jacob
Jacob's Room
La Chambre de Jacob (Jacob's Room) est un roman de Virginia Woolf publié en 1922 par la Hogarth Press.
L'œuvre est traduite pour la première fois en France, sous le titre La Chambre de Jacob, par Jean Talva en 1942.

## Résumé
Situé dans l'Angleterre d'avant-guerre, le roman évoque d'abord l'enfance de Jacob, avant de le suivre à l'université de Cambridge, puis lors de son entrée, à l'âge adulte, dans la société anglaise de son temps. Le récit est raconté presque entièrement par les points de vue alternés de femmes qui ont compté dans la vie de Jacob, notamment la sage Clara Durrant et la délurée Florinda, une étudiante en arts avec qui il a une liaison. La vie du jeune héros à Londres accapare une grande partie du récit, bien que vers la fin du roman, le héros voyage en Italie et en Grèce. À la fin du livre sa mère et son ami sont dans la chambre vide et on comprend que Jacob est mort à la guerre.

## Éditions françaises
- Traduction de Jean Talva, Paris, Stock, 1942 ; rééditions : Plon, 1958 ; Le Livre de poche/Biblio no 3049, 1984  (ISBN 2-253-03499-1)
- Traduction de Magalie Merle, Paris, LGF, Le Livre de Poche/La Pochothèque, 1993 ; réédition, Le Livre de poche/Biblio no 3049, 2005  (ISBN 2-253-03499-1)
- Traduction d'Agnès Desarthe, Paris, Stock, coll. La Cosmopolite, 2008  (ISBN 978-2-234-05881-1)
- Traduction d'Adolphe Haberer, dans Œuvres romanesques, tome I, Gallimard, Bibliothèque de la Pléiade no 576, 2012 no 978-2-07-011482-5 ; réédition, Folio no 5501, 2012  (ISBN 978-2-07-044513-4)